# Guirsch
Guirsch (Luxemburgs: Giisch, Waals: Guiyisch, Duits: Girsch) is een plaats in de Belgische provincie Luxemburg en, sinds de gemeentelijke herindeling van 1977 in het arrondissement Aarlen, een deelgemeente van Aarlen.

## Demografische ontwikkeling
- Bronnen:NIS, Opm:1831 tot en met 1970=volkstellingen

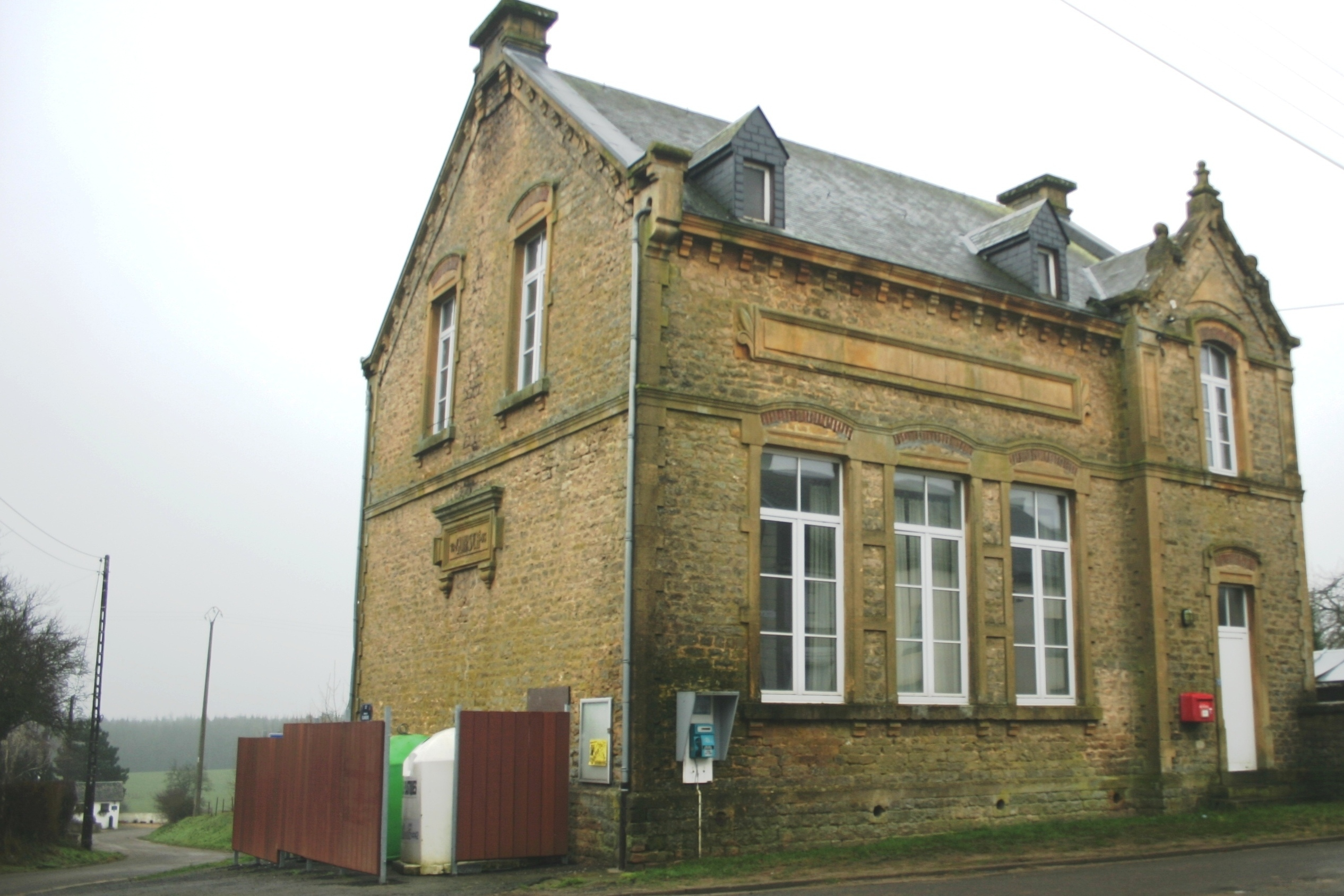
De school van Guirsch
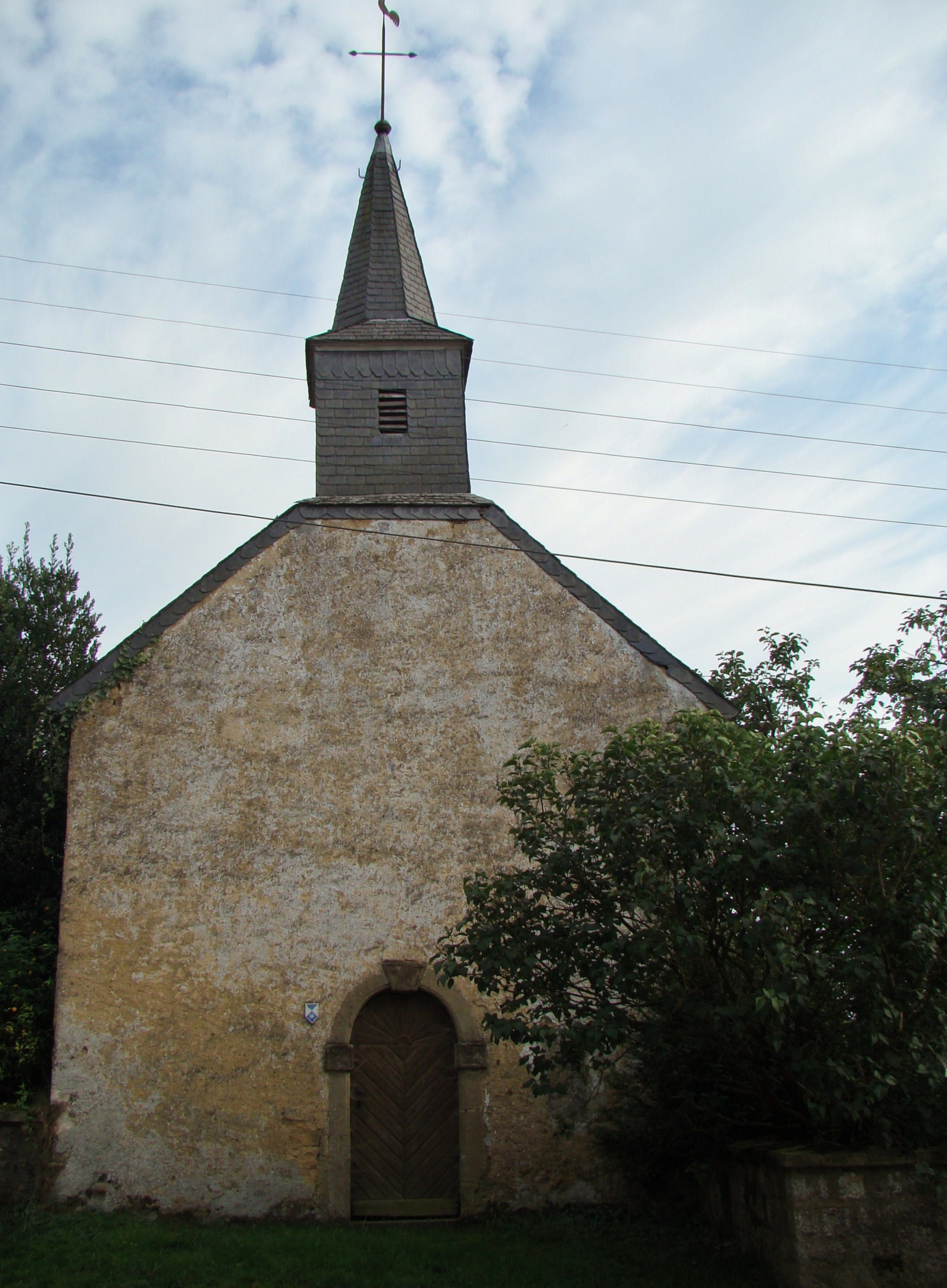
Kapel in gehucht Heckbous
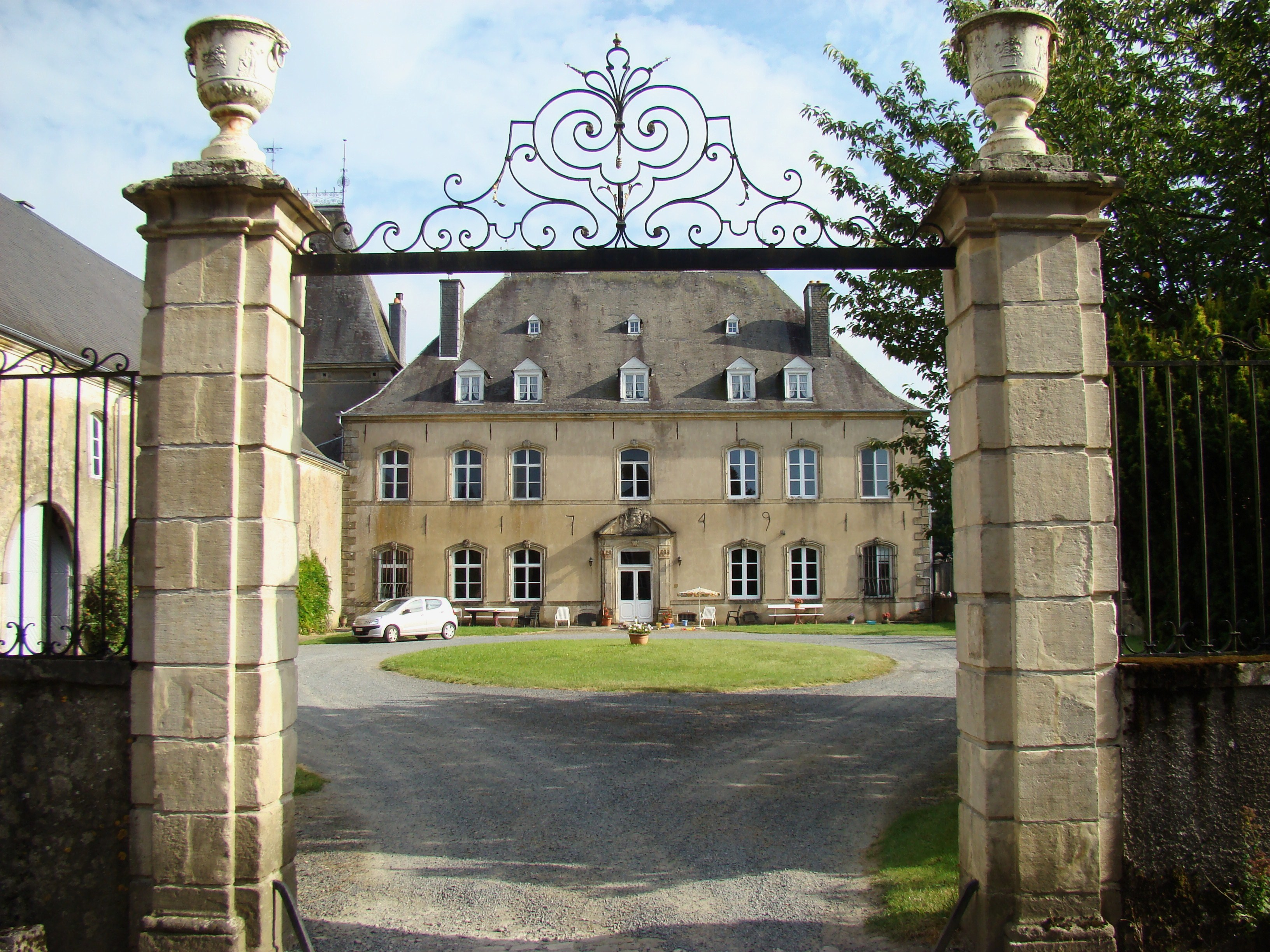
Kasteel van Guirsch